# Trạch Địa Tụy
Quẻ Trạch Địa Tụy, đồ hình:::||: còn gọi là quẻ Tụy (萃 cui4), là quẻ thứ 45 của Kinh Dịch.
- Nội quái là ☷ (::: 坤 kun1) Khôn hay Đất (地).
- Ngoại quái là ☱ (||: 兌 dui4) Đoài hay Đầm (澤).

Giải nghĩa: Tụ dã. Trưng tập. Nhóm họp, biểu tình, dồn đống, quần tụ nhau lại, kéo đến, kéo thành bầy. Long vân tế hội chi tượng: tượng rồng mây giao hội.